# Lepadogaster
Lepadogaster is een geslacht uit de familie van schildvissen (Gobiesocidae) en behoort derhalve tot de orde van schildvisachtigen (Gobiesociformes). 

## Soorten
- Lepadogaster candolii (Risso, 1810)
- Lepadogaster lepadogaster (Bonnaterre, 1788) – Gevlekte zuignapvis
- Lepadogaster purpurea (Bonnaterre, 1788)
- Lepadogaster zebrina (Lowe, 1839)